# Gee Bee (videojuego)
Gee Bee (ジービー Jī Bī?) es un juego de arcade híbrido de rompe bloques/pinball de video desarrollado y publicado por Namco en 1978. El jugador controla un conjunto de paletas con una perilla giratoria, con el objetivo de anotar tantos puntos como sea posible al desviar una bola contra ladrillos, parachoques pop y otros objetos en el campo de juego. Fue desarrollado por Toru Iwatani, conocido como el creador de Pac-Man y Pole Position. Fuera de Japón, fue publicado por Gremlin Industries.
Gee Bee fue el primer videojuego diseñado internamente por Namco; antes de esto, la compañía había publicado varios juegos de Atari, en particular Breakout, en Japón. Iwatani originalmente quería producir máquinas de pinball para la empresa, sin embargo, los altos mandos de Namco desaprobaron la idea. Como compromiso, Iwatani creó un videojuego con elementos de pinball, combinado con la mecánica establecida en Breakout. Gee Bee no fue un éxito tan grande como se esperaba y solo vendió 10,000 unidades en todo el mundo, aunque ayudaría a establecer la presencia de Namco en la industria de los videojuegos. En 1979 se produjeron dos secuelas, Bomb Bee y Cutie Q.

## Jugabilidad
Gee Bee es un juego de arcade rompe bloques mezclado con elementos de una mesa de pinball. El jugador usa un dial giratorio para controlar un conjunto de paletas en la pantalla, el objetivo es anotar tantos puntos como sea posible desviando una bola hacia los objetos colocados en el tablero; estos incluyen formaciones de ladrillos tipo Breakout, parachoques pop que otorgan diez puntos cada uno cuando se golpea, y giros que ralentizan la pelota. Hacer que la pelota toque los símbolos de rollover "NAMCO" (reemplazados por el logotipo de Gremlin en la versión norteamericana) hace que se iluminen y tenerlos todos encendidos aumenta el multiplicador de puntuación.

## Desarrollo y lanzamiento
Gee Bee fue desarrollado por Toru Iwatani y fue el primer videojuego de Namco producido internamente. La compañía comenzó su inserción en el desarrollo de juegos en julio de 1976, cuando Shigeichi Ishimura, un diseñador de juegos electromecánicos de Namco, propuso la idea de crear un videojuego arcade utilizando una CPU, con información acumulada de su trabajo en juegos electromecánicos. Namco aprobó la idea y compró un excedente de microcomputadoras PDA-08 de NEC, asignándose empleados para estudiar el potencial del sistema para crear videojuegos.
En 1977, Toru Iwatani se unió a Namco, poco después de graduarse de la universidad. Antes de la llegada de Iwatani, Namco estaba publicando juegos de arcade de Atari en Japón, tras la adquisición de Atari Japan unos años antes. Iwatani había querido crear máquinas de pinball en lugar de videojuegos, sin embargo, los superiores de Namco desaprobaron su idea. Como una especie de compromiso, a Iwatani se le permitió crear un videojuego basado en el concepto de pinball, similar a la consola dedicada Video Pinball de Atari, entremezclada con los elementos de juego establecidos en Breakout. Ishimura ayudaría con la programación. Debido a las limitaciones del hardware, se aplicaron tiras de celofán al monitor para compensar la falta de color. El diseño real del tablero de juego se asemeja a un rostro humano. El juego recibió su nombre de la palabra japonesa para abeja carpintera, "kumanbachi", y usó el mismo tipo de fuente del título arcade inédito de Atari Cannonball de 1976. Gee Bee se lanzó por primera vez en Japón en octubre de 1978. Ese mismo año, Gremlin Industries obtuvo la licencia del juego fuera de Japón.

## Recepción y legado
Gee Bee no tuvo tanto éxito como esperaba Namco, aunque se desconocen las cifras oficiales de ventas, en general se cree que vendió 10.000 unidades. No obstante, el juego ayudó a establecer a Namco como un desarrollador principal de videojuegos en Japón, y los llevó a producir sus propios juegos de arcade junto con la publicación de los de otras compañías. El número del 11 de noviembre de 1978 de Cashbox complementaba el diseño del gabinete del juego, mientras que el número del 30 de diciembre decía que tenía un "gabinete y gráficos atractivos". En una retrospectiva, Earn Green de Allgame destacó la importancia del juego para Namco, siendo el primer videojuego de Toru Iwatani para la compañía. Retro Gamer incluyó a Gee Bee como uno de los mejores clones de Breakout por su notoriedad como el primer videojuego diseñado internamente por Namco.
Gee Bee generaría dos títulos de secuela: Bomb Bee fue lanzado un año después en 1979. Este juego incluye gráficos coloreados, nuevas adiciones al juego como un parachoques de 1,000 puntos y la capacidad de ganar vidas adicionales. Una segunda secuela, Cutie Q, fue lanzada en 1979 - esta no fue desarrollada por Iwatani, sino por Shigeru Yokoyama, quien más tarde crearía Galaga, aunque Iwatani diseñó varios de los sprites. Cutie Q se destaca por presentar personajes "lindos", que se convertirían en una inspiración clave para el diseño de personajes en el próximo trabajo de Iwatani, Pac-Man, lanzado un año después. Tanto Bomb Bee como Cutie Q fueron trasladados a PlayStation en 1996 en la versión japonesa de Namco Museum Vol. 2, sin embargo, las versiones internacionales reemplazaron ambos juegos con Super Pac-Man. Cutie Q también se trasladó a Wii como parte de Namco Museum Remix en 2007 y su actualización de 2010 Namco Museum Megamix.